# Rafohy
Rafohy (1530-1540) est une reine Vazimba qui régna à Alasora (Antananarivo), dans les Hauts Plateaux du Centre de Madagascar, et ce jusqu'à sa mort.

## Biographie
Son nom signifie littéralement « La courte ». Elle a succédé à la mort de la reine Vazimba Rangita, qui, selon des témoignages différents, était soit sa mère, soit sa sœur adoptive. Cette confusion dans la tradition orale s'étend aux identités mêmes des deux femmes - selon des témoignages différents, Rafohy aurait pu être la mère de Rangita, et Rangita pourrait avoir été la mère du célèbre roi Andriamanelo.
La mère d'Andriamanelo (Rafohy ou Rangita) s'est mariée à deux reprises. Alors que lors de son premier mariage, elle a eu un fils, son deuxième mariage avec un Merina nommé Manelobe a donné naissance à une fille. Elle a désigné son fils aîné  pour lui succéder à sa mort. Cet héritier désigné, le roi Andriamanelo (1540-1575), devint le premier roi d'Imerina en s'est retourné contre les Vazimba et a mené une conquête militaire pour les chasser des Hautes Terres.
Conformément à la coutume vazimba selon laquelle les corps des morts étaient submergés dans des masses d'eau sacrées — parfois après avoir été placés dans des cercueils fabriqués à partir de bûches creusées — il est dit que lors de la mort de Rafohy, son corps (comme celui de Rangita) a été submergé dans une tourbière dans un cercueil d'argent en forme de pirogue à balancier.